# Radcliffe Camera
Radcliffe Camera är en rund byggnad på Radcliffe Square i Oxford, England, ritad av arkitekten James Gibbs. Radcliffe Camera uppfördes 1737–1749 för att hysa Radcliffe Science Library, vilket flyttades till Oxford University Museum 1861. Byggnaden uppkallades efter läkaren John Radcliffe, som testamenterat sin egendom till Radcliffestiftelsen som finansierade uppförandet av biblioteksbyggnaden.
Den monumentala rotundaeffekten uppnås genom en plan med två koncentriska cylindrar och en rusticerad sockel. Den inre cylindern har en kupol. Det var ursprungligen en öppen vestibul, men öppningarna har nu glasats eller fyllts igen för att ge ytterligare en läsesal.
Idag tjänar Radcliffe Camera som läsesal till Bodleian Library.